# Kára (Maďarsko)
Kára je malá vesnička v maďarské župě Somogy. V roce 2011 zde žilo 54 obyvatel.